# Heilig Hartbeeld (Borgharen)
Het Heilig Hartbeeld is een standbeeld in de Nederlandse plaats Borgharen, in de provincie Limburg.

## Achtergrond
Het Heilig Hartbeeld werd gemaakt in het Atelier J.W. Ramakers en Zonen in Geleen en op zondag 22 mei 1927 ingewijd.
In 1951 werd door militairen die waren ingezet tussen 1945 en 1950 tijdens de Indonesische Onafhankelijkheidsoorlog een gedenkplaat aan het beeld toegevoegd. 

## Beschrijving
Het natuurstenen beeld toont uit een staande Christusfiguur, gekleed in gedrapeerd gewaad. Met zijn beide handen wijst hij naar het vlammende Heilig Hart op zijn borst, dat wordt omwonden door een doornenkroon en bekroond met een klein kruis. 
Het beeld staat op een gemetselde, bakstenen sokkel, waarop een plaquette is aangebracht met het opschrift

GEDENKPLAAT
UIT DANKBAARHEID
NAMENS ALLE MILITAIREN
BIJ BEHOUDEN THUISKOMST
UIT INDONESIE
1945 1950
BORGHAREN 4.3.1951